# 1-я улица Доватора
1-я улица Доватора (бел. 1-я вуліца Даватара) — улица в центральной части Витебска.

## История
Начало застройки улицы в XVIII веке. До 1925 года улица носила название Никольской от Свято-Николаевской церкви. В 1925 году была переименована в Ветеринарную. В 1950 году улице дали имя Л. М. Доватора.

## Описание
1-я улица Доватора расположена в центральной части города. Названа в честь Героя Советского Союза, военачальника, участника обороны Москвы Льва Михайловича Доватора. Проходит от проспекта Фрунзе до парка имени 40-летия ВЛКСМ. Часть улицы проходит по Кстовской горе и Гуторовщине. Протяжённость улицы — 700 м. Пересекается с улицей Баумана.

## Архивные сведения

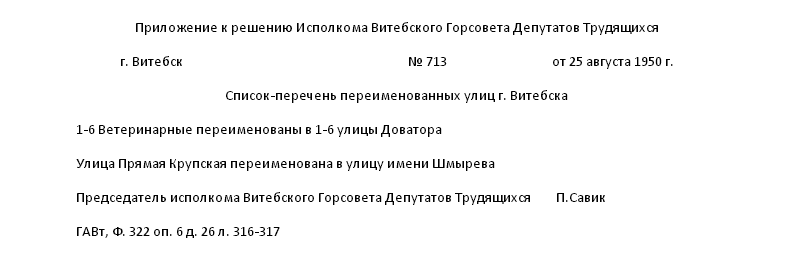
Данные из архива